# Ostpreußische Eishockeymeisterschaft 1934/35
Meister der Saison 1934/35 der Ostpreußischen Eishockeymeisterschaft des Sportgau I wurde der Rastenburger SV. Erstmals nahmen auch Mannschaften aus Danzig an der Meisterschaft teil.

## Liga

### Modus
In einer Einfachrunde spielten vier Mannschaften einen Herausforderer für den Titelverteidiger Rastenburger SV aus. Dieser war 1934 mit seinem Ortsrivalen und Vizemeister VfL 1923 Rastenburg fusioniert und hieß nun Rastenburger SV 09.

### Spiele
|  | VfB Königsberg | 21:0 (7:0, 8:0, 6:0) | Gedania Danzig |  |

|  | VdS Tilsit | 22:0 (8:0, 3:0, 11:0) | Gedania Danzig |  |

|  | VfK Königsberg | unbekannt 0 | Gedania Danzig |  |

|  | VfK Königsberg | 3:2 (1:1, 2:1, 0:0) | VdS Tilsit |  |

|  | VdS Tilsit | 1:1 (1:0, 0:0, 0:1) | VfB Königsberg |  |

|  | VfK Königsberg | 1:0 (0:0, 1:0, 0:0) | VfB Königsberg |  |

### Tabelle
| Rang |                | Sp | S | U | N | Tore  | Pkt |
| ---- | -------------- | -- | - | - | - | ----- | --- |
| 1.   | VfK Königsberg | 3  | 3 | 0 | 0 |       | 6:0 |
| 2.   | VdS Tilsit     | 3  | 1 | 1 | 1 | 25:04 | 3:3 |
| 3.   | VfB Königsberg | 3  | 1 | 1 | 1 | 22:02 | 3:3 |
| 4.   | Gedania Danzig | 3  | 0 | 0 | 3 |       | 0:6 |

Erläuterungen: Finale; Abkürzungen: Sp = Spiele, S = Siege, U = Unentschieden, N = Niederlagen, Pkt: Punkte

### Finale
| 11. Februar 1935 | Rastenburger SV | 10:0 | VfB Königsberg |  |

## Klasse I
| Rang |                       | Sp | S | U | N | Tore  | Pkt |
| ---- | --------------------- | -- | - | - | - | ----- | --- |
| 1.   | Rastenburger SV II    | 3  | 3 | 0 | 0 | 10:02 | 6:0 |
| ?.   | Hindenburg Ortelsburg | 2  | 1 | 0 | 1 | 03:04 | 2:2 |
| ?.   | Blau Weiss Königsberg | 2  | 0 | 1 | 1 | 03:04 | 1:3 |
| ?.   | SC Preußen Insterburg | 3  | 0 | 1 | 2 | 03:09 | 1:5 |

Das Ergebnis des Spiels Blau Weiss Königsberg gegen Hindenburg Ortelsburg ist nicht bekannt.

## Klasse II
Bekannte Teilnehmer:
- SpVgg ASCO Königsberg
- Danziger SC
- Hansa Königsberg
- Königsberger STV